# Шчавњица
Шчавњица (пољ. Szczawnica) је град у Пољској у Војводству Малопољском у Повјату новотарском. Према попису становништва из 2011. у граду је живело 5.965 становника.

## Демографија
| 2011. | 2012. |
| ----- | ----- |
| 5.965 | 5.942 |

## Партнерски градови
- Перлеберг
- Харкањ